# 紫晶存储
广东紫晶信息存储技术股份有限公司（上交所除牌前：688086，简称：退市紫晶，扩位简称：退市紫晶信息存储；新三板除牌前：835870，简称：紫晶存储），简称紫晶存储，是中华人民共和国一家从事数据存储业务的公司，成立于2010年，总部位于广东省梅州市。
紫晶存储以光存储产品和解决方案为主营业务，2020年在上海证券交易所科创板上市，惟在2023年因欺诈发行、信息披露违法违规而被行政处罚。

## 历史
紫晶存储成立于2010年，原名“梅州紫晶光电科技有限公司”。创始人郑穆曾从事过光盘设备相关工作，曾在广州永通音像制作有限公司、广州维加辉荣科技有限公司和广州新格拉斯光盘设备有限公司任职，离职后自主创业。该公司创立后，创始团队开发蓝光格式的介质，推出基于蓝光格式存储数据的解决方案，其中华中科技大学教授、原武汉光电国家实验室（筹）副主任谢长生及其团队成员曹强教授、姚杰副教授等人深度参与了紫晶存储的蓝光数据存储项目运作。
2015年9月，梅州紫晶光电科技有限公司改制为股份有限公司，更名为紫晶存储。
2016年初，紫晶存储在新三板挂牌，2018年7月从新三板摘牌。2016年12月，紫晶存储进入上市辅导阶段，保荐机构为中国民族证券，惟该次上市计划至2018年12月宣布终止。
2017年6月，紫晶存储向达晨创投、普思资本、基石资本等定向增发1.64亿元，认购价为7.1元/股。其中天津普思一号资产管理合伙企业（有限合伙）认购704.23万股，总投资约5000万元，以5.92%的股权份额位列第四大股东。
2018年，紫晶存储入选工信部“2018年工业强基工程存储器一条龙”的光存储上游材料、生产设备制造和光存储制造企业（唯一入选），且大数据安全云存储技术项目同步入选示范项目；底层光存储介质中的“数据记录关键镀膜（合金）材料”中标工信部“2018年工业强基工程”。
2019年2月，紫晶存储再次办理辅导备案登记，辅导机构为中信建投，申请在上海证券交易所科创板上市。2020年2月26日，紫晶存储在上交所科创板上市，成为梅州第二家登陆科创板的上市公司，也是梅州高新区（广梅产业园）第一家上市公司。

### 违法违规事件
2022年2月11日，紫晶存储发布公告称，公司因涉嫌信息披露违法违规，被中国证监会立案调查。据报道，被立案调查大概率指向公司2020年年报信息披露存在问题，年报显示公司在上市后即频繁变更业务模式，委托研发对象和预付款性质亦发生显著变化。故此，公司在上市之后发生“质变”是被立案调查的直接原因。紫晶存储在被立案调查前，曾先后3次被监管问询。其上市后出现的一个突出变化是预付技术开发费及预付设备款的大幅增加。
2022年3月13日晚间，紫晶存储公告称，公司涉及违规担保3.73亿元人民币，已有1亿元存款被划走。3月15日，上海金融法院受理投资者诉紫晶存储证券虚假陈述责任纠纷案件，该案成为首例涉科创板上市公司的证券欺诈责任纠纷案，也是系上海金融法院在《最高人民法院关于审理证券市场虚假陈述侵权民事赔偿案件的若干规定》取消前置程序后，受理的首例未依据行政处罚决定或刑事裁判文书提起的证券虚假陈述责任纠纷案件。
2022年4月30日，因审计机构对公司2021年度出具了无法表示意见的财务报表审计报告，上海证券交易所将对公司股票交易实行退市风险警示，股票简称由“紫晶存储”变更为“*ST紫晶”；股票扩位简称由“紫晶信息存储”变更为“*ST紫晶信息存储”。
2022年11月18日，中国证监会认定紫晶存储存在欺诈发行、信息披露违法违规属实。根据中国证监会调查，紫晶存储科创板招股说明书涉嫌在报告期2017年至2019年期间通过虚构销售合同、伪造物流单据和验收单据入账、安排资金回款、提前确认收入等方式虚增营业收入、利润；上市后，继续通过前述财务造假方式虚增营业收入、利润。根据前期披露，被证监会认定为虚构业务参与造假的核心客户中，菲利斯通、南京叠嘉、淮安瑞驰、江西叠嘉系紫晶存储前外部董事曹强（2016年5月离职）、姚杰（2017年5月离职）参股及兼职的同一控制下企业，实际控制人均为外部无关联自然人刘武军。证监会调查认定参与造假的核心客户主要包括南京叠嘉等20多家客户。而紫晶存储也多次更换审计机构。同时，紫晶存储《招股说明书》涉嫌未按规定披露对外担保；2019-2021年年度报告涉嫌未按规定披露对外担保事项，存在虚假记载。中国证监会决定对紫晶存储责令改正，给予警告，并处以3,668.52万元罚款；对郑穆、罗铁威给予警告，并分别处以2,164.26万元罚款，同时分别采取终身市场禁入措施；对其他责任人员分别处以105-220万元不等的罚款；对钟国裕、李燕霞分别采取5年市场禁入措施。紫晶存储也成为首个被立案并处罚的科创板上市公司。
2023年4月21日，中国证监会对紫晶存储送达《行政处罚决定书》，认定紫晶存储存在欺诈发行等重大违法行为，已触及重大违法退市标准。上交所当日启动重大违法强制退市流程，向紫晶存储发出拟终止股票上市事先告知书，并在规定时间内作出终止上市决定。该公司发布公告称，公司股票自4月24日停牌。在作出退市决定后，紫晶存储股票将进入15个交易日的退市整理期，随后即予以摘牌。根据上市规则，紫晶存储退市后不得申请重新上市，并将被行政、民事、刑事立体追责。同时，紫晶存储保荐机构中信建投拟牵头设立先行赔付基金，对前期因重大违法行为遭受损失的投资者予以赔付。中信建投与其他中介机构拟共同出资人民币10亿元设立紫晶存储事件先行赔付专项基金。另外，因紫晶存储尚未聘请2022年年审会计师事务所，故无法在规定期限内披露2022年年度定期报告及2023年一季度财务报告。而公司被实施退市风险警示后，因最近一个会计年度未在法定期限内披露年度报告，故已触及财务类强制退市情形。
2023年5月31日，紫晶存储收到上交所发出的终止上市决定，公司股票于6月8日进入退市整理期交易，预计最后交易日为6月30日。
2023年12月29日，中国证监会宣布，当日证监会分别与紫晶存储案四家中介机构签署了承诺认可协议，明确四家中介机构应当履行承诺，以纠正涉嫌违法行为、赔偿有关投资者损失、消除损害或者不良影响。四家中介机构应当交纳的承诺金合计约12.75亿元，其中前期已通过先行赔付程序赔付投资者损失约10.86亿元。

## 业务
紫晶存储以光存储产品为主营业务，2018年起，其生产的光存储设备主要用于解决方案。其光存储介质为一次性记录蓝光光盘，拥有25G、100G、200G不同规格，其中100G、200G大容量蓝光光盘于2021年7月获得国际蓝光归档联盟认证。截至2021年，该公司实现部分光驱与自主研发介质、光存储系统管理软件的适配、优化并正式发布可销售出货的产品方案，并根据市场需求重点开发多个基于光存储设备的行业一体机产品和配套软件，主要在公检法、医疗、金融、档案、运营商、航天航空等行业运用。此外，该公司还自主研发面向消费者端市场的个人存储产品“Photoegg”。
该公司拥有自主可控的底层光存储核心技术，也是唯一一家BD-R（一次性记录蓝光存储介质）底层编码策略通过国际蓝光联盟认证的中国大陆地区光存储企业。